# Excelsior (diament)

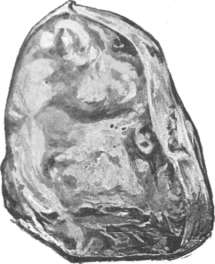
Excelsior (1898)

Excelsior – diament o masie 995,2 karata i odcieniu niebieskawym został znaleziony 30 czerwca 1893 w kopalni Jägersfontein w Republice Południowej Afryki. Do 1905 roku był największym znanym diamentem świata. W 1904 podzielono go na części w amsterdamskiej firmie braci Asscher. Uzyskano 11 brylantów, które stanowią 37,5% masy początkowej Excelsiora:
- Excelsior I – 69,68 karata,
- Excelsior II – 47,03 karata,
- Excelsior III – 46,90 karata,
- Excelsior IV – 40,23 karata,
- Excelsior V  – 34,91 karata,
- Excelsior VI  – 28,61 karata,
- Excelsior VII – 26,30 karata,
- Excelsior VIII – 24,31 karata,
- Excelsior IX – 16,78 karata,
- Excelsior X  – 13,86 karata,
- Excelsior XI – 9,82 karata.